# Corral de Piedra, Nejapa de Madero
Corral de Piedra är en ort i Mexiko.   Den ligger i kommunen Nejapa de Madero och delstaten Oaxaca, i den sydöstra delen av landet, 500 km sydost om huvudstaden Mexico City. Corral de Piedra ligger 836 meter över havet och antalet invånare är 163.
Terrängen runt Corral de Piedra är kuperad västerut, men österut är den bergig. Runt Corral de Piedra är det glesbefolkat, med 9 invånare per kvadratkilometer. Närmaste större samhälle är San Juan Lachixila, 9,2 km nordväst om Corral de Piedra. I omgivningarna runt Corral de Piedra växer i huvudsak städsegrön lövskog.